# Stentenbach
Stentenbach ist ein Ortsteil von Morsbach im Oberbergischen Kreis im südlichen Nordrhein-Westfalen innerhalb des Regierungsbezirks Köln.

## Lage und Beschreibung
In ländlicher, waldreicher Umgebung liegt Stentenbach am südlichsten Zipfel des Oberbergischen Kreises. Die Städte Gummersbach (38 km), Siegen (35 km) sowie Köln (75 km) sind in der Nachbarschaft zu finden.
Benachbarte Ortsteile sind Höferhof im Norden, Wittershagen im Süden, Stockshöhe im Südwesten und Amberg im Westen.

## Geschichte

### Erstnennung
1575 wurde der Ort das erste Mal urkundlich erwähnt, und zwar „Ort in der Karte von A. Mercator “ 
Die Schreibweise der Erstnennung war Stentenbach.